# Faust IV
Faust IV es el cuarto álbum de estudio de la banda alemana Faust. Fue grabado en junio de 1973 en el estudio The Manor en Shipton-on-Cherwell, Oxfordshire, Inglaterra, y editado en septiembre del mismo año por el sello inglés Virgin.

## Lista de canciones
Todas las canciones escritas por Faust.
| N.º | Título                                                                    | Duración |  |
| 1.  | «Krautrock»                                                               | 12:00    |  |
| 2.  | «The Sad Skinhead»                                                        | 2:30     |  |
| 3.  | «Jennifer»                                                                | 7:00     |  |
| 4.  | «Just a Second / Picnic on a Frozen River, Deuxieme Tableau»              | 3:35     |  |
| 5.  | «Giggy Smile»                                                             | 7:45     |  |
| 6.  | «Läuft...Heißt Das Es Läuft Oder Es Kommt Bald…Läuft ("Psalter" section)» | 4:28     |  |
| 7.  | «Läuft... Heißt das es läuft oder es kommt bald... Läuft»                 | 3:40     |  |
| 8.  | «It's a Bit of a Pain»                                                    | 3:07     |  |

La lista de canciones publicada contiene una serie de errores. El tema 5 aparece en la lista como "Picnic on a Frozen River, Deuxième Tableau", que de hecho es parte del tema 4. El tema 6 aparece como "Giggy Smile", que en realidad es el tema 5. El tema 6 es la primera parte de "Läuft" ... Heisst Das Es Läuft Oder Es Kommt Bald ... Läuft ", de la cual Track 7 es la segunda parte.

## Créditos
| - Jean-Hervé Peron – bajo - Werner Diermaier – batería - Hans Joachim Irmler – órgano - Rudolf Sosna – guitarra, teclado - Gunther Wüsthoff – sintetizador, saxofón | - Equipamiento especial e ingeniería de sonido por Kurt Graupner. - Arte por Gunther Wüsthoff y Uwe Nettelbeck. |